# Menhir von Kirberg
Der Menhir von Kirberg ist ein vorgeschichtlicher Menhir in Kirberg, einem Ortsteil von Hünfelden im Landkreis Limburg-Weilburg in Hessen. Er wurde 1945 entdeckt und auf den Friedhof von Kirberg umgesetzt, wo er heute als Kriegerdenkmal für die Gefallenen des Zweiten Weltkriegs dient.

## Lage
Der Stein wurde 2,5 km südlich von Kirberg am Zusammenfluss zweier Bäche entdeckt und zunächst nicht als Menhir erkannt. Heute steht er auf dem Friedhof des Ortes direkt vor der Kapelle. 1,1 km nordöstlich befindet sich der Menhir von Dauborn.

## Beschreibung
Der Menhir besteht aus quarzitischem Sandstein, dessen genaue Herkunft unbekannt ist. Er ist tonnenförmig und besitzt eine rundliche Spitze. Der Stein hat eine Höhe von 180 cm, eine Breite von 120 cm und eine Dicke von 90 cm.